# Буйдинский сельсовет
Буйдинский сельсовет — муниципальное образование в Учалинском районе Башкортостана.
Согласно Закону о границах, статусе и административных центрах муниципальных образований в Республике Башкортостан имеет статус сельского поселения. Образован в 1998 году.

## Состав сельсовета
- село Буйда

## История
Образован в декабре 1998 года в составе города Учалы.
Закон Республики Башкортостан от 09.12. 98 № 200-з «Об образовании Буйдинского сельсовета города Учалы Республики Башкортостан» гласит:
Статья 1. Образовать Буйдинский сельсовет города Учалы Республики Башкортостан, включив в его состав село Буйда.

Статья 2. Установить границу Буйдинского сельсовета города Учалы Республики Башкортостан согласно представленной схематической карте.
В 2000 году передан из города в район, тем самым увеличив площадь Учалинского района и уменьшим территорию города Учалы.
Закон Республики Башкортостан от 09.11.2000 г. № 95-з «О передаче Бкйдинского сельсовета из города Учалы в Учалинский район Республики Башкортостан» гласит:
Статья 1. Передать Буйдинский сельсовет из города Учалы в Учалинский район Республики Башкортостан.

Статья 2. Установить границы города Учалы и Учалинского района Республики Башкортостан согласно представленной схематической карте.

## Население
| 2002 | 2009 | 2010 | 2012 | 2013 | 2014 | 2015 |
| ---- | ---- | ---- | ---- | ---- | ---- | ---- |
| 728  | ↗878 | ↘764 | →764 | ↘755 | ↘723 | ↘720 |
| 2016 | 2017 | 2018 |      |      |      |      |
| ↘696 | ↘691 | ↘674 |      |      |      |      |